# Platyrrhinus
Platyrrhinus — рід родини листконосові (Phyllostomidae), ссавець ряду лиликоподібні (Vespertilioniformes, seu Chiroptera).

## Опис
Довжина голови й тіла від 48 до 98 мм, хвіст відсутній, довжина передпліччя між 36 і 64 мм. Eisenberg (1989) навів такі середні значення маси тіла: P. aurarius 34 гр, P. umbratus 24 гр, P. brachycephalus 15 гр, P. helleri 14 гр. La val & Fitch (1977) повідомили, що середня вага P. vittatus 54.7 грамів у Коста-Риці. Забарвлення зазвичай темно-коричневе або чорне. Морда коротка і злегка витягнуті, очі відносно великі. Є дві коричнево-жовті або білі смуги на лиці. Біла смуга простягається по центру спини. Зубна формула: 2/2, 1/1, 2/2, 3/3 = 32. Каріотип: 2n = 30; FN = 56.

## Поширення
Населяє Центральну і Південну Америку від пд. Мексики і Карибського моря до Болівії, Парагваю, Уругваю та пд-сх Бразилії. Основними місцями проживання є тропічні ліси і гірські ліси, від рівня моря до 2250 м.

## Поведінка
Раціон складається в основному з фруктів. Деякі види також харчуються комахами і нектаром. У невеликих групах від 3 до 10 тварин, ці кажани живуть в дуплах дерев, печерах, будівлях або наметоподібних структурах, які вони виробляють з великого листя. Є розповсюджувачами насіння плодоносних дерев і таким чином відіграють важливу роль в регенерації лісів і колонізації нових районів цими рослинами.

## Види
- Platyrrhinus albericoi (Velazco, 2005)
- Platyrrhinus angustirostris (Velazco, Gardner & Patterson, 2010)
- Platyrrhinus aurarius (Handley and Ferris, 1972)
- Platyrrhinus brachycephalus (Rouk and Carter, 1972)
- Platyrrhinus chocoensis Alberico and Velasco, 1991
- Platyrrhinus dorsalis (Thomas, 1900)
- Platyrrhinus fusciventris (Velazco, Gardner & Patterson, 2010)
- Platyrrhinus guianensis (Velazco & Lim, 2014)
- Platyrrhinus helleri (Peters, 1866)
- Platyrrhinus infuscus (Peters, 1880)
- Platyrrhinus ismaeli (Velazco, 2005)
- Platyrrhinus lineatus (E. Geoffroy, 1810)
- Platyrrhinus masu (Velazco, 2005)
- Platyrrhinus matapalensis (Velazco, 2005)
- Platyrrhinus nigellus (Gardner & Carter, 1972)
- Platyrrhinus nitelinea (Velazco & Gardner, 2009)
- Platyrrhinus recifinus (Thomas, 1901)
- Platyrrhinus umbratus (Lyon, 1902)
- Platyrrhinus vittatus (Peters, 1860)